# Доње Зуниче
Доње Зуниче је насеље у Србији у општини Књажевац у Зајечарском округу. Према попису из 2022. било је 297 становника (према попису из 1991. било је 490 становника).

## Демографија
У насељу Доње Зуниче живи 266 пунолетна становника, а просечна старост становништва износи 51,3 година (49,8 код мушкараца и 52,8 код жена). У насељу има 114 домаћинстава, а просечан број чланова по домаћинству је 2,61.
Ово насеље је великим делом насељено Србима (према попису из 2002. године), а у последња три пописа, примећен је пад у броју становника.
|  |

| Демографија | Демографија | Демографија |
| Година      | Становника  | Становника  |
| ----------- | ----------- | ----------- |
| 1948.       | 695         |             |
| 1953.       | 716         |             |
| 1961.       | 710         |             |
| 1971.       | 602         |             |
| 1981.       | 592         |             |
| 1991.       | 490         | 488         |
| 2002.       | 407         | 409         |
| 2011.       | 319         |             |
| 2022.       | 297         |             |

| Етнички састав према попису из 2002.‍ | Етнички састав према попису из 2002.‍ | Етнички састав према попису из 2002.‍ | Етнички састав према попису из 2002.‍ | Етнички састав према попису из 2002.‍ |
| ------------------------------------ | ------------------------------------ | ------------------------------------ | ------------------------------------ | ------------------------------------ |
|                                      |                                      |                                      |                                      |                                      |
| Срби                                 | Срби                                 |                                      | 401                                  | 98,52%                               |
| Роми                                 | Роми                                 |                                      | 1                                    | 0,24%                                |
| непознато                            | непознато                            |                                      | 2                                    | 0,49%                                |

| Година пописа     | 1948. | 1953. | 1961. | 1971. | 1981. | 1991. | 2002. |
| ----------------- | ----- | ----- | ----- | ----- | ----- | ----- | ----- |
| Број домаћинстава | 171   | 172   | 175   | 169   | 163   | 150   | 130   |

| Број чланова      | 1  | 2  | 3  | 4  | 5  | 6 | 7 | 8 | 9 | 10 и више | Просек |
| ----------------- | -- | -- | -- | -- | -- | - | - | - | - | --------- | ------ |
| Број домаћинстава | 31 | 31 | 19 | 19 | 12 | 9 | 5 | 4 | 0 | 0         | 3,13   |

| Пол    | Укупно | Неожењен/Неудата | Ожењен/Удата | Удовац/Удовица | Разведен/Разведена | Непознато |
| ------ | ------ | ---------------- | ------------ | -------------- | ------------------ | --------- |
| Мушки  | 184    | 46               | 110          | 26             | 2                  | 0         |
| Женски | 178    | 15               | 113          | 45             | 5                  | 0         |
| УКУПНО | 362    | 61               | 223          | 71             | 7                  | 0         |

| Пол    | Укупно                    | Пољопривреда, лов и шумарство | Рибарство                            | Вађење руде и камена | Прерађивачка индустрија       |
| ------ | ------------------------- | ----------------------------- | ------------------------------------ | -------------------- | ----------------------------- |
| Мушки  | 83                        | 20                            | 0                                    | 0                    | 37                            |
| Женски | 75                        | 31                            | 0                                    | 0                    | 26                            |
| УКУПНО | 158                       | 51                            | 0                                    | 0                    | 63                            |
| Пол    | Производња и снабдевање   | Грађевинарство                | Трговина                             | Хотели и ресторани   | Саобраћај, складиштење и везе |
| Мушки  | 0                         | 3                             | 3                                    | 2                    | 4                             |
| Женски | 0                         | 1                             | 0                                    | 1                    | 1                             |
| УКУПНО | 0                         | 4                             | 3                                    | 3                    | 5                             |
| Пол    | Финансијско посредовање   | Некретнине                    | Државна управа и одбрана             | Образовање           | Здравствени и социјални рад   |
| Мушки  | 1                         | 0                             | 1                                    | 2                    | 0                             |
| Женски | 1                         | 0                             | 2                                    | 2                    | 5                             |
| УКУПНО | 2                         | 0                             | 3                                    | 4                    | 5                             |
| Пол    | Остале услужне активности | Приватна домаћинства          | Екстериторијалне организације и тела | Непознато            | Непознато                     |
| Мушки  | 0                         | 0                             | 0                                    | 10                   | 10                            |
| Женски | 0                         | 0                             | 0                                    | 5                    | 5                             |
| УКУПНО | 0                         | 0                             | 0                                    | 15                   | 15                            |